# Leucochrysa alloneura
Leucochrysa alloneura là một loài côn trùng trong họ Chrysopidae thuộc bộ Neuroptera. Loài này được Banks miêu tả năm 1946.